# Rip It Up/Jailhouse Rock
Rip It Up/Jailhouse Rock è il primo singolo di Adriano Celentano con Eraldo Volontè and His Rockers, pubblicato in Italia nel 1958.

## Descrizione
Quando Celentano vinse il 1º Festival del rock italiano al Palaghiaccio di Milano, tra il pubblico è presente il discografico Walter Guertler, che gli propone un contratto discografico per una delle sue etichette, la Music, che poi pubblicherà nella primavera del 1958 le prime incisioni di Celentano: tutte cover di brani di rock'n'roll americani, usciti su quattro singoli, poi raccolti in due extended play, di scarso successo.
Il primo di questi singoli conteneva due classici del rock'n'roll: sul lato A Rip It Up, scritta da John Marascalco e Robert Blackwell e portata al successo sia da Bill Haley & His Comets che da Little Richard nel 1956 e, sul lato B, un successo dell'anno successivo di Elvis Presley, Jailhouse Rock, scritta da Jerry Leiber e Mike Stoller.
I due brani come i due del singolo successivo vennero incisi durante il provino effettuato da Celentano alle Officine Zanibelli, studio di registrazione della casa discografica, in corso Lodi (zona Corvetto).
In seguito Celentano reinterpretò queste due canzoni in molti suoi spettacoli, soprattutto Rip it up, che nel 1979 verrà anche inserita nel doppio disco dal vivo Me, live!.
Il disco vendette circa millecinquecento copie.
Questi due brani, insieme ai due del successivo singolo, Blueberry hill e Tutti frutti, costituirono il primo EP di Celentano, pubblicato sempre dalla Music (EPM 10123).

## Tracce
Lato A
1. Rip It Up (Little Richard) (John Marascalco, Robert Blackwell)

Lato B
1. Jailhouse Rock (testo: Jerry Leiber – musica: Mike Stoller)

## Formazione
- Eraldo Volonté & His Rockers